# Polypedilum amplificatus
Polypedilum amplificatus är en tvåvingeart som beskrevs av Vardal, Bjorlo och Ole Anton Saether 2002. Polypedilum amplificatus ingår i släktet Polypedilum och familjen fjädermyggor.
Artens utbredningsområde är Tanzania. Inga underarter finns listade i Catalogue of Life.